# Saroba cascalis
Saroba cascalis là một loài bướm đêm trong họ Noctuidae.